# Netscape Navigator 9
Netscape Navigator 9是網景領航員瀏覽器最後的版本，由美國線上旗下的網景製作。
自2004年將第8版的Netscape Browser委交Mercurial Communications製作以來，第一個重回網景製作的版本。Netscape Navigator 9重回最早Navigator的名稱，此名稱曾經被用於Netscape 1到3.0之間，當時的官方翻譯名稱即是「網景領航員」。

## 特點

### 新功能
Netscape Navigator 9 Beta版中有對於消息來源支援及和Netscape.com入口網站更好的結合，包含改進討論方式和網頁上的投票。因為Netscape.com由原來的社群網站改成一般入口網站，在RC1版裏面全部相關功能已取下，以上的功能僅存於Beta版中。
網景發佈稱為「Netstripe」的Netscape Navigator 9預設佈景主題給Firefox 2.0使用，在Netscape Navigator 9中此佈景主題則直接被稱為「Netscape」。
和Netscape Browser 8一樣，Netscape Navigator 9建構且修改自受歡迎的Mozilla Firefox 2.0，而且完整支援所有的Firefox附加元件和外掛程式，其中也有部份來自網景本身提供。網景亦以擴充套件的形式發布了Netscape Navigator 9部分特色供Firefox使用，包括站內信箱提醒器與好友活動資方塊列、Digg追蹤器等。
其他修正包括近30種的常見網址拼字錯誤、針對FTP的介面有重新設計和整合於原Netscape.com的提供新聞選單。Netscape Navigator 9也重回支援Windows、Linux和Mac OS X版本的跨平台設計。

### 移除的功能
不同於Netscape Browser，該瀏覽器不包含Internet Explorer的Trident排版引擎。Netscape Navigator 9並沒有包含任何電子郵件客戶端、新聞群組軟體和即時通訊軟體。不過，網景之前曾製作一個稱為Netscape Messenger 9的郵件程式用來輔助Netscape Navigator 9。在開發該軟體時，網景建議用戶先使用Netscape 7的郵件程式。

### 其他特色

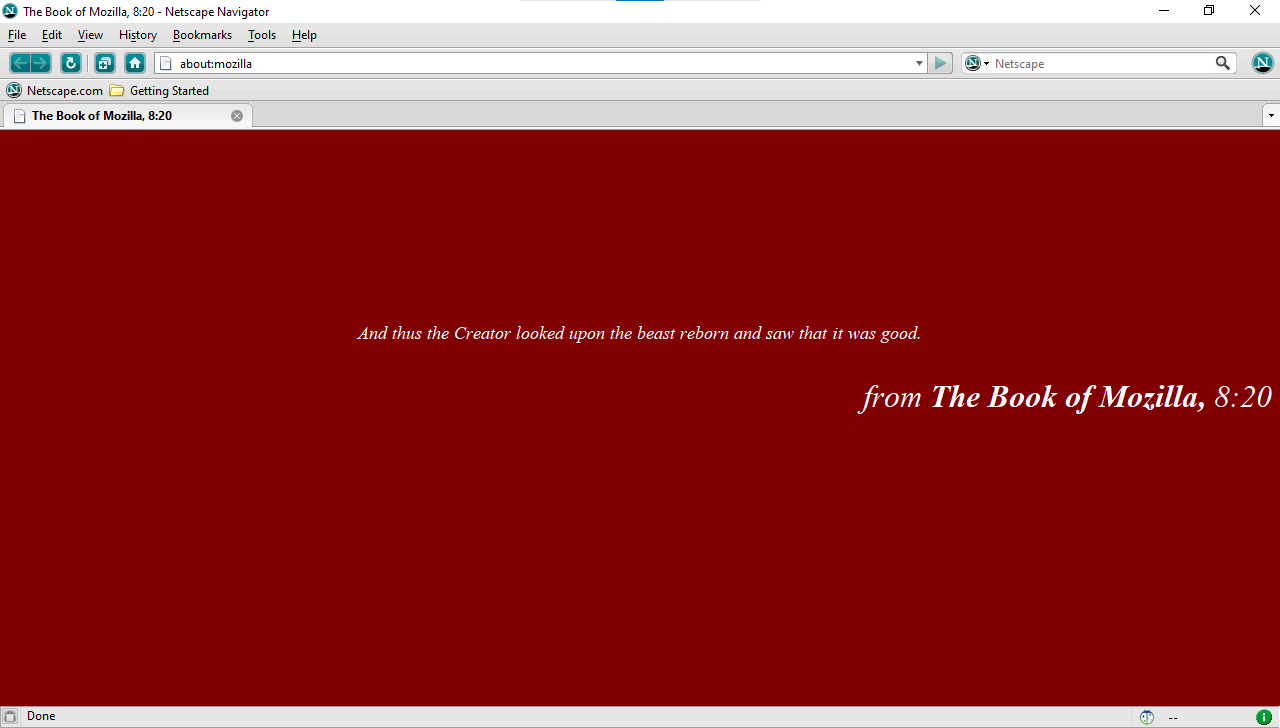
Netscape 9的Mozilla之書，8:20

知名的彩蛋Mozilla之書在Netscape Navigator 9出現新的一章。內容是"And thus the Creator looked upon the beast reborn and saw that it was good."，中譯為「然後接著造物者凝視著那野獸並看著它茁壯。」這可能與Netscape內部的重新開發有關，也可能與Mozilla基金會及其貢獻者有關聯。
因應社群的意見，Netscape Navigator 9舉辦了啟動畫面（Splash Screen）的徵選，最後由Mario Herbert製作的啟動畫面得獎，並且於RC1版中正式啟用。

## 版本歷史
網景於2007年1月23日公開要製作Netscape Navigator 9的情報。2007年6月5日此程式公開了第一個beta版本，並且於10月15日推出正式版，但是突然宣布將於2008年2月1日起停止支援所有的瀏覽器，之後又宣佈這個期限延到同年的3月1日。並且在2月20日发布了9.0.0.6版后，宣布停止更新，並提供轉換工具及建议用户改用系出同門的Firefox和Flock浏览器。
| 版號      | 發布日期       | 基於Mozilla Firefox版本 | 說明                                                          |
| --------- | -------------- | ----------------------- | ------------------------------------------------------------- |
| 9.0 beta1 | 2007年6月5日   | 2.0.0.4                 |                                                               |
| 9.0 beta2 | 2007年7月13日  | 2.0.0.4                 | 修正beta1的數個錯誤                                           |
| 9.0 beta3 | 2007年8月15日  | 2.0.0.6                 | 對於分頁瀏覽功能的加強等                                      |
| 9.0 RC1   | 2007年10月1日  | 2.0.0.7                 | 移除社群功能等                                                |
| 9.0       | 2007年10月15日 | 2.0.0.7                 | 正式版                                                        |
| 9.0.0.1   | 2007年10月22日 | 2.0.0.8                 | 隨Firefox安全性修正更新                                       |
| 9.0.0.2   | 2007年11月1日  | 2.0.0.8                 | 修改搜尋引擎和移除回報臭蟲按鈕                                |
| 9.0.0.3   | 2007年11月2日  | 2.0.0.9                 | 隨Firefox安全性修正更新                                       |
| 9.0.0.4   | 2007年11月27日 | 2.0.0.10                | 隨Firefox安全性修正更新                                       |
| 9.0.0.5   | 2007年12月10日 | 2.0.0.11                | 隨Firefox安全性修正更新                                       |
| 9.0.0.6   | 2008年2月20日  | 2.0.0.12                | 隨Firefox安全性修正更新，新增轉移設定檔到Firefox和Flock的套件 |

## 相關文章
- Netscape
- 網景 (瀏覽器)
- Netscape Messenger 9
- Mozilla Firefox
- 网页浏览器列表
- 网页浏览器比较

## 外部連結
- Netscape Navigator 9最终版本（页面存档备份，存于）
- MozTW的Netscape討論版（页面存档备份，存于）
- MozTW的Netscape FAQ頁面（页面存档备份，存于）

| 先前 Netscape Browser | Netscape Navigator 9 | 其後 停止開發 被Mozilla Firefox取代 |